# Sympistis fortis
Sympistis fortis là một loài bướm đêm trong họ Noctuidae.